# Mecki Mark Men
Mecki Mark Men, svenskt psykedeliskt proggband, uppstod ursprungligen ur dansbandet Mecki Mark 5 1967. Gruppen spelade experimentell jazz och slog igenom under experimentjazzfestivalen i Stockholm juli 1967. Den skivdebuterade med singeln "Midnight Land" och gjorde under hösten samma år sin TV-debut i programmet Popside. De jammade med Jimi Hendrix och var förband till Frank Zappa.
Medlemmar i gruppen 1967 var Mecki Bodemark (orgel, sång), Hans Nordström (tenorsax), Anders Sjöstedt (trumpet), Claes Swanberg (gitarr), Jan-Eric Olsson (bas), Thomas Gartz (flöjt, trummor) och Björn Fredholm (trummor). 
Gruppen ombildades 1969, då Mecki Bodemark anslöt till Baby Grandmothers. Det ombildade Mecki Mark Men bestod av Mecki Bodemark (orgel, sång), Kenny Håkansson (gitarr), Bella Linnarsson (bas) och Pelle Ekman (trummor). Bandet släppte även en skiva i USA, och har bland annat turnerat med grupper som Jethro Tull och The Byrds.
År 1974 ombildades gruppen igen. Trumpetaren Anders Sjöstedt återkom i bandet. Flera musikanter deltog. På skivan Flying high ingick förutom Sjöstedt och Bodemark Bosse Svensson på tenorsax, Staffan Linros på gitarr, Peter Sahlin på bas och Janne Kullhammar på trummor. I samband med skivinspelningen 1979 gjordes en video. Bandet upplöstes omkring 1980.

## Diskografi
- 1967 – Mecki Mark Men
- 1969 – Running in the Summernight
- 1971 – Marathon
- 1979 – Flying High
- 2007 – Livingroom
- 2010 – Stonehorse